# Ustrój elektrodynamiczny

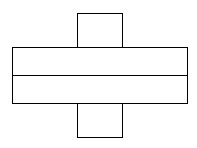
Symbol ustroju elektrodynamicznego umieszczany na skali miernika

Ustrój elektrodynamiczny – element pomiarowy mierników elektrodynamicznych.

## Zasada działania
Zasada działania ustroju elektrodynamicznego polega na wzajemnym oddziaływaniu dwóch cewek, w których płyną prądy. Pierwsza z nich (ruchoma), umieszczona jest wewnątrz drugiej (nieruchoma). Przepływ prądu przez cewki powoduje ruch cewki ruchomej oraz odchylenie się przymocowanej do niej wskazówki.
W zależności od przeznaczenia miernika cewki mogą być połączone szeregowo, równoległe lub przez każdą z nich może płynąć prąd z innego obwodu.
Dla prądów stałych {\displaystyle I_{1}} i {\displaystyle I_{2}} płynących przez cewki moment napędowy wynosi:
{\displaystyle M_{n}=k_{n}I_{1}I_{2}{\frac {\Delta M_{12}}{\Delta \alpha }},}
gdzie {\displaystyle k_{n}} jest stałą, zależną od konstrukcji miernika, a {\displaystyle {\frac {\Delta M_{12}}{\Delta \alpha }}} jest zmianą indukcyjności wzajemnej pomiędzy cewkami {\displaystyle 1} i {\displaystyle 2} w funkcji kąta {\displaystyle \alpha .}
Natomiast dla prądów przemiennych {\displaystyle i_{1}(t)} i {\displaystyle i_{2}(t)} o przebiegach:
{\displaystyle i_{1}(t)={\sqrt {2}}I_{1}\sin \omega t,}
{\displaystyle i_{2}(t)={\sqrt {2}}I_{2}\sin(\omega t+\varphi ),}
średni moment obrotowy wynosi:
{\displaystyle M_{n}=k_{n}I_{1}I_{2}\cos \varphi {\frac {\Delta M_{12}}{\Delta \alpha }},}
gdzie {\displaystyle I_{1}} i {\displaystyle I_{2}} to wartości skuteczne powyższych prądów, a jest {\displaystyle \varphi } kątem przesunięcia fazowego pomiędzy prądami.
Natomiast ustalone wychylenie {\displaystyle \alpha } wskazówki mirnika jest proporcjonalne do średniego momentu obrotowego:
{\displaystyle \alpha ={\frac {k_{n}}{k_{z}}}I_{1}I_{2}\cos \varphi {\frac {\Delta M_{12}}{\Delta \alpha }}.}
Wychylenie miernika o ustroju elektrodynamicznym będzie się równało {\displaystyle 0,} w wypadku kiedy kąt {\displaystyle \varphi =\pm {\frac {\pi }{2}}} oraz kiedy częstotliwości prądów {\displaystyle I_{1}} i {\displaystyle I_{2}} będą różne.

## Zastosowanie ustroju elektrodynamicznego
Mierniki tego typu są mało trwałe oraz drogie. Ustrój ten najczęściej stosowany jest w watomierzach oraz waromierzach, a także amperomierzach i woltomierzach wartości skutecznej prądu przemiennego o małej częstotliwości.
Moc pobierana przez mierniki o ustroju elektrodynamicznym jest stosunkowo duża, wynosi 1-10 VA.

## Ustrój ferrodynamiczny

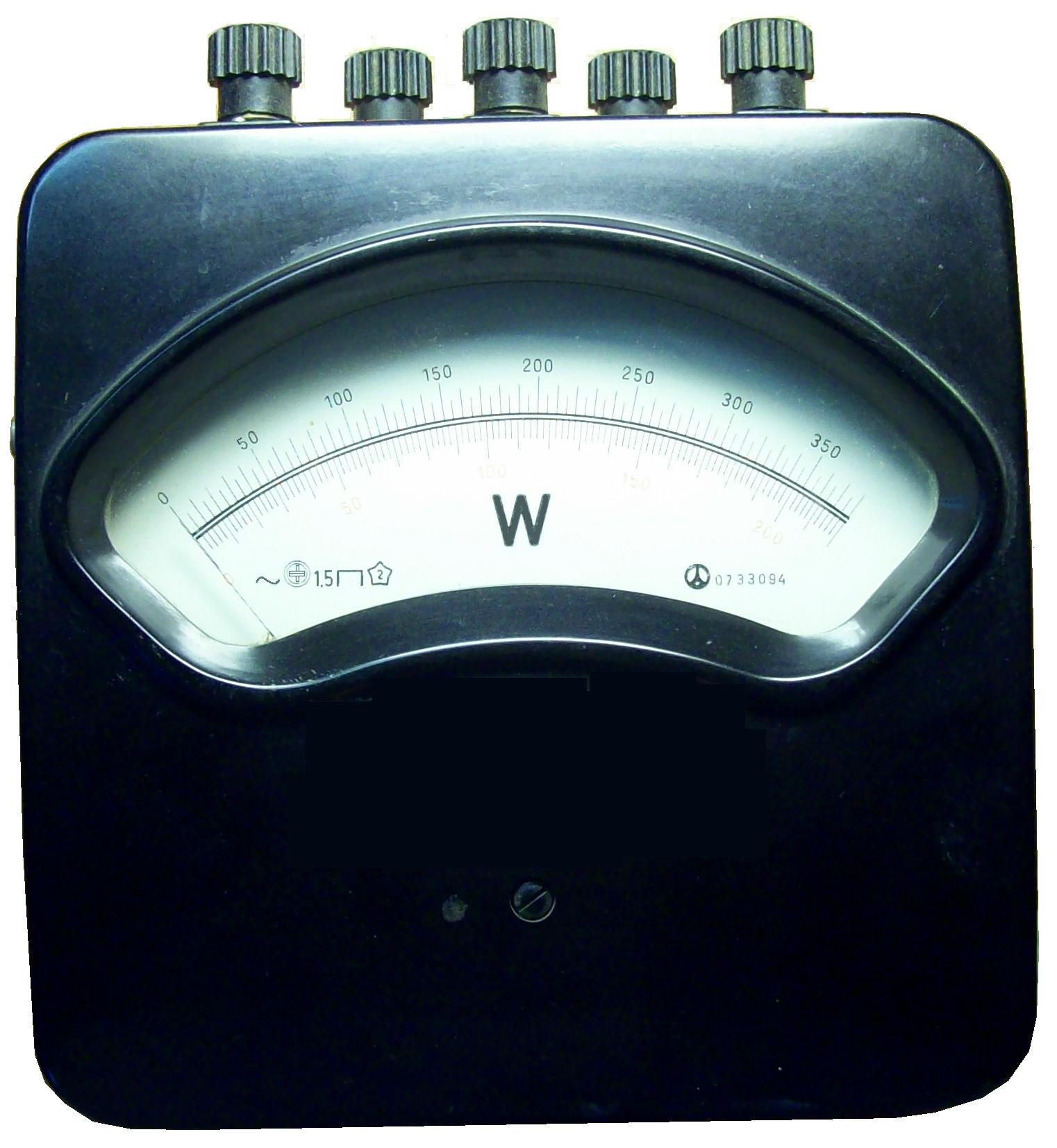
Watomierz o ustroju ferrodynamicznym

Budowa oraz zasada działania ustroju ferrodynamicznego są podobne ustroju elektrodynamicznego. Różnicą jest wprowadzenie do obwodu magnetycznego ferromagnetyku. Powoduje to, że pole magnetyczne oddziaływające na cewkę ruchomą jest o wiele większe niż w przypadku ustroju elektrodynamicznego.
Zaletami takiego rozwiązania jest znacznie większy moment napędowy, większa czułość oraz mniejszy pobór mocy. Natomiast wadami takiego ustroju są: histereza magnetyczna, nieliniowość indukcji w funkcji amperozwojów oraz wpływ prądów wirowych w ferromagnetyku.
Mierniki o ustroju ferrodynamicznym stosowane są przede wszystkim w elektroenergetyce.